# كوشيرو إيتوهارا
كوشيرو إيتوهارا (باليابانية: 糸原 紘史郎) (مواليد 25 فبراير 1998) هو لاعب كرة قدم ياباني.

## وصلات خارجية
- كوشيرو إيتوهارا على موقع رابطة كرة القدم اليابانية للمحترفين (اليابانية)
- كوشيرو إيتوهارا على موقع قاعدة بيانات كرة القدم.إي يو (الإنجليزية)
- كوشيرو إيتوهارا على موقع Soccerway.com (الإنجليزية)